# Ricardo Franco
Ricardo Franco   (Madrid, 24 de maig de 1949 - Madrid, 20 de maig de 1998) va ser un cineasta espanyol. Va fer de director de cinema, muntador, ajundant tècnic, guionista, compositor de música i actor.

## Biografia
Després d'haver estudiat dret, filosofia i medicina, Ricardo Franco fa les seves primeres armes en el cinema el 1969. En principi com ajudant de direcció amb el seu oncle, el cineasta Jesús Franco: The Castle of Fu Manchu, Marquès de Sade: Justine, després com a director d'un curtmetratge — sobre un guió del seu cosí, l'escriptor Javier Marías: Gospel, el monstre, .
L'any següent, produeix i roda la seva primera pel·lícula: El Desastre d'Annual ; de seguida censurat pel poder franquiste. Guanya el seu primer èxit el 1976 amb Pascual Duarte – tret de la novel·la del premi Nobel de literatura Camilo José Cela. La pel·lícula és presentada al Festival de Canes 1978 i rep una bona acollida de la crítica i del públic.
A més del cinema, realitza sèries policíaques per a la televisió, publica un recull de poemes i es distingeix com a lletrista de cançons.
El 1997, rep la Medalla d'or del mèrit de les belles arts pel Ministeri de l'Educació, de Cultura i Esports (Espanya).
Mor a conseqüència d'un infart en la nit del dimecres al dijous, el 20 de maig de 1998, en un hospital de Madrid. Tenia quaranta-vuit anys i acabava de començar el rodatge de Lágrimas negras.

## Filmografia

### Ajudant de direcció
- 1968: Marqués de Sade: Justine de Jesús Franco
- 1968: Die Folterkammer des Dr. Fu Man Chu de Jesús Franco

### Director
- 1970: El Desastre de Annual.
- 1976: El Increíble aumento del coste de la vida.
- 1976: Pascual Duarte. En competició al Festival de Cannes el 1976. Premi d'interpretació masculina per José Luis Gómez.
- 1978: Los restos del naufragio, amb Ángela Molina. En competició al Festival de Cannes 1978.
- 1986: Gringo mojado.
- 1988: Berlín Blues, amb Julia Migenes. Set nominacions als « Goya » el 1989.
- 1991: El Sueño de Tánger.
- 1994: Después de tantos años.
- 1995: Oh, cielos, amb Ángela Molina.
- 1997: La buena estrella. Presentat al Festival de Cannes a la secció « Un certain regard » el 1997. Cinc Premis, en la 12a edició dels « Goya » en gener 1998: millor director, millor actor per Antonio Resines i millor film.
- 1998: Lágrimas negras. Film pòstum, acabat per Fernando Bauluz.

## Premis i nominacions

### Premis
- 1998: Goya al millor director per La buena estrella
- 1998: Goya al millor guió original per La buena estrella

### Nominacions
- 1976: Palma d'Or per Pascual Duarte
- 1978: Palma d'Or per Los restos del naufragio
- 1989: Goya al millor director per Berlín Blues